# فرودگاه محلی راکی مانتین ویلسون
فرودگاه محلی راکی مانتین ویلسون (به انگلیسی: Rocky Mount-Wilson Regional Airport) یک فرودگاه همگانی بهره‌برداری هوایی با کد یاتا RWI است که یک باند فرود آسفالت دارد و طول باند آن ۲۱۶۴ متر است. این فرودگاه در کشور ایالات متحده آمریکا قرار دارد و در ارتفاع ۴۸ متری از سطح دریا واقع شده است.